# Ngô Thị Chính
Ngô Thị Chính (được đọc trại thành Chánh) (chữ Hán: 吳氏政; 1792 – 1843), còn có húy là Kiều, phong hiệu Nhất giai Hiền phi (一階賢妃), là một cung phi rất được sủng ái của hoàng đế Minh Mạng nhà Nguyễn trong lịch sử Việt Nam.

## Tiểu sử
Nhất Giai Hiền Phi Ngô Thị Chính là con gái của ông Ngô Văn Sở, nguyên quán ở huyện Đăng Xương, phủ Thừa Thiên, sau chuyển vào nam sinh sống ở làng Thuận Nghĩa, Gia Định. Ông Sở nguyên là tướng của nhà Tây Sơn, sau theo về với chúa Nguyễn Ánh. Dưới triều Tây Sơn cũng có một danh tướng là Đại tư mã Ngô Văn Sở, nhưng ông này không phải là cha của bà Hiền Phi.
Năm 1799, ông Sở theo giúp Võ Tánh thủ thành Bình Định. Nguyễn Ánh diệt được Tây Sơn, lên ngôi lấy hiệu Gia Long, ông Sở được phong Chưởng Cơ làm Quản Đạo ở trấn Thanh Hóa Ngoại (tỉnh Ninh Bình sau này). Sau này, do phạm tội mà ông Sở bị cách chức rồi mất. Vợ của ông là bà Nguyễn Thị Đích, sinh được một con gái và hai con trai: bà Hiền phi là con gái đầu lòng, hai người em trai tên Thắng và Thọ.
Bà Chính được chọn vào hầu hoàng đế Minh Mạng khi ông còn là Thái tử nơi tiềm để. Năm 1820, vua Minh Mạng đăng cơ, phong cho bà làm Cung tần. Do lúc này, chánh thất Hồ Thị Hoa (mẹ của vua Thiệu Trị) đã mất nên bà Chính là người đứng đầu hậu cung khi đó. Sau đó, bà được phong làm Hiền tần (賢嬪) thuộc hàng Tam giai. Trên bậc Tân còn có các bậc Tam phi và Tam tu, nhưng bậc Tam phi để trống, còn bậc Tam tu có Tu nghi Phạm thị đã qua đời được truy phong, nên Hiền tần Ngô thị là người có địa vị cao nhất trong hậu cung. Ngay cả bà Hồ Thị Hoa - mẹ đẻ Hoàng trưởng tử Miên Tông (tức vua Thiệu Trị sau này) cũng chỉ được truy tặng làm Chiêu nghi, xếp dưới cả Cửu tần.
Đến năm 1836, cấp bậc hậu cung được cải tổ, Hiền tần Ngô thị được tấn phong làm Hiền phi (賢妃) ở hàng Nhất giai, vẫn đứng đầu hậu cung. Chiêu nghi Hồ thị được tấn tặng làm Nhất giai Thần phi, tuy cùng hàng Nhất giai nhưng vẫn xếp dưới Hiền phi. Theo Hội điển, nghi lễ sắc phong của Hiền phi khác hẳn các cung giai khác, có hẳn Chánh phó sứ và tiến hành lễ ở ngay trong cung của bà, khác hẳn các cung tần khác phải làm lễ ở cung Khôn Thái. Từ đó có thể thấy địa vị vượt trội của Hiền phi trong nội đình. Nghi lễ được tả như sau
| “ | Về nghi lễ sách phong Hiền phi, trước kì sắc phong, chọn sai 2 viên văn võ đại thần sung làm Chánh phó sứ. Trước một ngày, 1 hoàng tử công do phi sinh ra (tức Phú Bình công Miên An), kính đến từ cung đem nhật kì sách phong tâu lên. Bộ ty ở điện Cần Chánh, nữ quan ở viện phi vẫn ở chiểu lệ đặt bày án để cờ tiết, long đình để hộp sách, nhã nhạc nghi trượng, biền binh, bày hàng theo như nghi lễ. Đến giờ, chánh phó sứ đều mặc áo con mãng, đến sân quỳ xuống, nhận cờ tiết, bộ ty bưng hộp sách để ở trên long đình, Chánh sứ cầm cờ tiết đi trước, phó sứ và bộ ty đi sau đến nhà Duyệt thị. Ty loan nghi đưa long đình để sách đặt ở gian chính giữa. Hoàng tử các công do phi sinh ra đều đội mũ mặc áo đến trước long đình quỳ xuống. Chánh sứ đem cờ tiết trao cho Hoàng tử công, phó sứ bưng sách trao cho hoàng tử, đều tiếp nhận, đứng dậy và chuyển giao cho nữ quan đệ đến viện phi vẫn ở. Phi đội mũ mặc áo đón lấy và làm lễ chịu phong theo như nghi lễ. Chánh phó sứ nộp lại cờ tiết, phục mệnh xong thì cho ăn uống ở viện Tả đãi lậu, Hoàng tử khoản tiếp đãi. Ngày hôm ấy, phi đội mũ mặc áo đến trước nhà vua làm lễ tạ ơn, lại đến cung Từ Thọ làm lễ yết bái. Ngày hôm sau, hoàng tử hoàng nữ do phi sinh ra đến viện phi vẫn ở làm lễ lạy mừng. | ” |

Bài sách phong Hiền phi năm đó có đoạn:
| “ | Đoái tưởng Hiền tân họ Ngô, con dòng của giống, xứng trang nghi phạm trong lục cung! Ngươi theo trẫm từ lúc tiềm để đến bây giờ hơn 30 năm khi phong tiêu, khi viện quế, khi gối phụng, khi màn loan, đỡ tráp nâng khăn, đoan trang nét ngọc, thức khuya dậy sớm, chầu chực ven màn. Càng sùng quyến chừng nào lại càng khiêm thuận chừng nấy. Vậy nên, lệ ban gia mới định, liền chiếu luật gia phong.” | ” |

Năm 1822, Minh Mạng hạ chiếu phục chức Chưởng cơ cho ông Sở cha bà, và cho Thắng em bà giữ chức Cai đội. Dân gian nói rằng, bà Hiền phi thường sinh sự với các bà khác vì cậy được vua yêu, khiến Minh Mạng nhiều khi lâm vào cảnh khó xử. Tuy đã hơn 40, nhưng Hiền phi vẫn hạ sinh được cho hoàng đế Minh Mạng thêm một hoàng tử là Miên Uyển, chứng tỏ bà vẫn rất được hoàng đế quý mến dù đã có tuổi.
Tương truyền, bà Hiền phi thường nói những người thân cận rằng, dù hoàng đế có yêu bà cỡ nào thì khi chết cũng chỉ có hai bàn tay không. Hoàng đế biết vậy nên khi bà mất đã thân hành đến chỗ bà nằm mà đặt vào tay 2 nén vàng, để khỏi ra đi với hai bàn tay không. Tuy nhiên, điều này lại mâu thuẫn với thế phả họ Nguyễn Phúc, vì Hiền phi Ngô thị được ghi lại là mất vào năm 1843, sau hoàng đế Minh Mạng 2 năm.
Năm Thiệu Trị thứ 3 (1843), tiên triều Hiền phi Ngô thị qua đời, hưởng thọ 52 tuổi, thụy là Tuệ Khiết (慧艷). Hoàng đế nghỉ chầu 3 ngày, sai quan lo liệu việc tang, cấp thêm cho 3000 quan tiền. Đền thờ của Hiền phi được dựng ở xã Phú Xuân, tẩm mộ táng tại thôn Châu Chữ (nay thuộc xã Thủy Bằng, thị xã Hương Thủy, tỉnh Thừa Thiên Huế). Chuẩn cho con trai bà là Phú Bình công Miên Áo trong 100 ngày tang hễ gặp có chương sớ của Tôn nhân phủ dâng tâu, đều cho miễn đứng tên đề.

## Hậu duệ
Bà Hiền phi Ngô Thị Chính đã sinh cho hoàng đế Minh Mạng được 5 hoàng nam và 4 hoàng nữ, trong đó có sáu người sống qua tuổi trưởng thành:
- Nguyễn Phúc Chính (26 tháng 8 năm 1807 – 1808), hoàng tử thứ 2, mất sớm.
- Vĩnh Tường Quận vương Nguyễn Phúc Miên Hoành (12 tháng 7 năm 1811 – 23 tháng 11 năm 1835), hoàng tử thứ 5.
- An Tĩnh Công chúa Nguyễn Phúc Ngọc Tông (17 tháng 7 năm 1812 – 3 tháng 4 năm 1824), hoàng nữ trưởng, mất sớm.
- An Phú Công chúa Nguyễn Phúc Khuê Gia (12 tháng 8 năm 1813 – 28 tháng 4 năm 1865), hoàng nữ thứ 2. Lấy Nguyễn Văn Túc.
- Lộc Thành Công chúa Nguyễn Phúc Uyển Diễm (1815 – 29 tháng 8 năm 1836), hoàng nữ thứ 3. Lấy Võ Văn Mỹ.
- Phú Bình Quận vương Nguyễn Phúc Miên Áo (4 tháng 1 năm 1817 – 1 tháng 2 năm 1865), hoàng tử thứ 6.
- Hòa Quốc công Nguyễn Phúc Miên Quân (31 tháng 8 năm 1828 – 17 tháng 8 năm 1863), hoàng tử thứ 40.
- Nguyễn Phúc Thụy Thục (1829 – 12 tháng 6 năm 1835), hoàng nữ thứ 32.
- Quảng Hóa Quận công Nguyễn Phúc Miên Uyển (12 tháng 2 năm 1833 – 30 tháng 11 năm 1893), hoàng tử thứ 60.

## Trong văn hóa đại chúng
| Năm  | Tác Phẩm        | Diễn Viên       | Nhân Vật      |
| 2020 | 《Phượng khấu》 | NSƯT Minh Trang | Ngô Ngọc Kiều |